# Markowice (gromada w powiecie myszkowskim)
Markowice – dawna gromada, czyli najmniejsza jednostka podziału terytorialnego Polskiej Rzeczypospolitej Ludowej w latach 1954–1972.
Gromady, z gromadzkimi radami narodowymi (GRN) jako organami władzy najniższego stopnia na wsi, funkcjonowały od reformy reorganizującej administrację wiejską przeprowadzonej jesienią 1954 do momentu ich zniesienia z dniem 1 stycznia 1973, tym samym wypierając organizację gminną w latach 1954–1972.
Gromadę Markowice z siedzibą GRN w Markowicach utworzono w powiecie zawierciańskim w woj. stalinogrodzkim, na mocy uchwały nr 24/54 WRN w Stalinogrodzie z dnia 5 października 1954. W skład jednostki weszły obszary dotychczasowych gromad Markowice, Krusin, Rzeniszów i Winowno ze zniesionej gminy Koziegłówki w tymże powiecie, a także oddziały leśne nr nr 136–144 z Nadleśnictwa Rzeniszów oraz oddziały leśne nr nr 109 i 110 z Nadleśnictwa Łysa Góra. Dla gromady ustalono 17 członków gromadzkiej rady narodowej.
1 stycznia 1957 gromadę włączono do powiatu myszkowskiego w tymże województwie.
Gromada przetrwała do końca 1972 roku, czyli do kolejnej reformy gminnej.